# スカルマン
『スカルマン』は、石森章太郎（石ノ森章太郎）による日本の漫画、および作中に登場する架空のヒーローの名称。

## 作品概要
オリジナル
正式タイトルは『怪奇ロマネスク劇画 スカルマン THE SKULL MAN』。1970年、雑誌『週刊少年マガジン』新年読み切り企画の第3弾として発表された100ページ読み切り漫画作品である。
『仮面ライダー』の原型となった作品としても有名である。テレビ局から「“仮面をつけたヒーローもの”をやりたい」という話が持ち上がった際、石ノ森は一度デザインした「クロスファイヤー」をインパクトが弱いとして没にし、本作品をモデルとした『仮面ライダースカルマン』を提案した。テレビ局サイドから「食事の時間帯の番組のキャラクターが骸骨では困る」と言われNGとなったが、スカルマンのデザイン性を惜しんだ石ノ森は、スカルマンの顔（骸骨）が昆虫に似ていることに気付き、バッタをモチーフとした仮面ライダーを誕生させた。なお、放送開始に合わせて『仮面ライダー』の漫画版が1971年より『週刊ぼくらマガジン』で連載されている。後に石ノ森は、インタビューで「時間に余裕があれば（仮面ライダーではなく）違うキャラクターになっていただろう」と語っている。
各種派生作品
1998年、石ノ森サイドから直々に指名された島本和彦により、正式な続編『スカルマン THE SKULL MAN』の漫画連載が開始された。石ノ森は原作者として携わった（詳細は島本和彦版を参照のこと）。
2007年、石ノ森版を原典としたテレビアニメ『スカルマン THE SKULL MAN』が放送開始された。同時にこのアニメのプロローグ的なエピソードを描く実写ドラマ『スカルマン〜闇の序章〜』も単発放送された（アニメ詳細はアニメを、実写ドラマ詳細については実写ドラマを参照のこと）。

## 漫画
原典である石ノ森版、および続編である島本版、アニメ企画から派生して生まれたMEIMU版について解説する。

### 石ノ森版

#### あらすじ
「スカルマン」となって、両親を殺した人間を追う神楽達男の物語。
人気女優の殺害、貨物列車の転覆、代議士秘書の車の転落などの事件が、コウモリ、オオカミ、ワニなどの姿をした謎の怪物により巻き起こされる。そして電子工業研究所が謎の仮面の男「スカルマン」に襲撃・爆破された。
世間ではただの事故として報道されたこれらの事件が、一本の線で繋がると推測する興信所所長・立木の元に重傷の所員が運び込まれる。すでに絶命してしまった所員を担ぎ込んだのは、神楽達男という暴力団の跡取り息子であった。それが縁で興信所の所員となった達男に、立木は15年間ある人物を探していることを話す。その人物とは自ら「スカルマン」を名乗り、殺人を次々と犯す恐るべき男であった。
さらにスカルマンは手下の人造生物ガロを引き連れて、昭和元禄に浮かれている日本に天罰を下すかのように、罪のない人までをも無差別に手をかけていく。そのころ、達男が神楽家に引き取られた子供であったことを調べ、スカルマンの正体であると見破った立木は、武装隊を連れて彼の隠れ家の包囲に及んだ。しかしそれを予想していた達男はガロに迎え討たせ、逆に立木を捕らえる。
達男＝スカルマンは催眠能力で立木から黒幕の名を財界の大物「千里虎月」と聞き出し、そのうえ立木を殺害。さらに虎月を殺すため赴いた千里邸で虎月とその孫娘・麻耶に対面する。
虎月との問答で達男は、両親を殺し、彼自身をも亡き者とせんとする黒幕に復讐するため、その黒幕＝虎月の息のかかった全ての者を抹殺していたことを語る。だが、虎月は達男の祖父であり、麻耶は妹であるという事実も判明し達男は衝撃を受ける。
そしてさらに虎月は話した。かつて達男の両親が行っていた人類を滅ぼしかねない研究を恐怖した虎月は、その天才的な能力を引き継いで生まれた達男と麻耶をも殺すことを決意したこと、達男だけは両親の作ったガロに連れ去られてしまったことを。
達男とガロは、屋敷の奥へと姿を隠そうとする虎月と麻耶を追って屋敷に入るが、作動した屋敷の仕掛けにより金属製の隔壁に閉じ込められる。しかし虎月と麻耶の姿もその中にあり、そこに火炎が放たれた。虎月は麻耶、そして達男をも巻き込んで心中を図ったのである。業火の中にあったのはただ悲痛な叫びだった。

#### 登場人物
スカルマン
残虐な事件を次々に引き起こす、仮面を被った謎の人物。その行動の目的は15年前、彼が3歳だった時に両親を殺害した正体不明の権力者に復讐することである。数年前から事件を起こしていたが、この権力者の報道管制によりその存在は世間には一切知られていない。
ガロ
スカルマンに仕える謎の男。その正体はスカルマンの両親が生み出した人工生物であり、人間大の犬、コウモリ男、ワニ男の三種類の獣人に変身することができる。
神楽 達男（かぐら たつお）
暴力団である「神楽組」の跡取り。スカルマンに襲われた立木興信所の所員を興信所に運んだ縁で所員となり所長の立木と共にスカルマンを追う。
年齢はスカルマンと同じく18歳である。
立木（たちぎ）
立木興信所の所長。正体不明の権力者の命令で15年間もスカルマンを追い続けている。達男を所員としたのは最初から怪しいと判断しており、監視する目的があったためである。
千里 虎月（ちさと こげつ）
巨大な財閥や政党を牛耳る日本の黒幕であり、スカルマンの両親の殺害を命じた正体不明の権力者その人である。
麻耶（まや）
千里虎月の孫娘。テレパシーで相手に意志を送ることができる。

### 島本和彦版
1998年より、隔週刊誌『コミックアルファ』に連載された正式な続編。
石ノ森章太郎が自ら原作となる設定や大まかな展開を作成した上、作画担当として島本を直々に指名した。島本は「始めは冗談だろうと思ったが、真実と知ってからは責任に身が引き締まった」「指名された理由はあえて聞いていない」と語っている。
当初『アルファ』には石ノ森が描く『サイボーグ009完結編』がスカルマンと同時掲載され雑誌の2枚看板を背負う予定だったようだが、創刊直後に石ノ森が病に倒れ、やがて急逝してしまったことにより『スカルマン』のみが掲載されることになった。このため、島本は当初の構想を大幅に変更しなければならなかったという。また、当時は石ノ森版が入手困難な状況にあったため、石ノ森版を読んでいない読者にも配慮した構成にしなければならず、結果として前半は石ノ森版と重複する描写が多くなっている。
さらにその後『アルファ』は休刊してしまい、第33話からは掲載誌を月刊誌『コミックフラッパー』に移動した。しかしこのことにより当初構想していた連載のテンポを維持できなくなってしまう。
結果的に島本版は原作を消化しきれないまま、大きな戦いを予感させつつ終了することになった。

#### 主な登場キャラクター
千里 竜生（ちさと りゅうせい） / スカルマン
「神楽達男」の名を捨てたスカルマンの新しい名前。現在は改造人間を使い世界征服を目論む巨悪・ラスプーチンと戦っている。本来の名は「竜生」と書いて「たつお」と読むのだが、あえて「りゅうせい」としている。「竜生」はガロに逃がされた後、引き取った神楽家が幼かった彼の名乗った「たつお」を一般的な漢字に置き換えて付けたと設定されている。
当初は過去のトラウマのためマスクを外すことができず、素顔で行動する必要がある時はガロを自分の姿に変身させていたが、後に克服して自ら表に出るようになった。なお、毒ガス等に対応するためにマスクの口元を密封するギミックが追加された。
ガロ
竜生に仕える人工生命体。原作とは違って多少の会話能力がつき、更にはコウモリ、狼、ワニの他に、プテラノドンや終盤ではワニの頭部のムカデ姿にも変身できる様になる。
麻耶（マヤ）
千里竜生の妹。
マリア
竜生の命を狙っていた殺し屋。催眠術やテレパシーなどの超能力を持ち、竜生とテレパシーで共感する内に、竜生の超能力と同調していく様になって、彼を愛するようになる。終盤辺りでは、スカルマンと似たようなマスクを被った『女スカルマン』と言った姿になる。
蜘蛛男
ラスプーチンの部下。クモをモチーフとした改造人間。
- モデルは『仮面ライダー』に登場するショッカーの怪人・蜘蛛男

綾瀬 五郎（あやせ ごろう） / サソリ男
竜生の育ての親・神楽組の組員。竜生とは学生時代の幼馴染だった。洗脳は受けておらず、竜生を越えたい一心で改造手術を受ける。直接対決の際、ラスプーチンの背後に存在する黒幕の正体について「自分に勝ったら教えてやる」と言いつつもそれが竜生の両親であることを自ら明かし、「戦う前に答えを言ってるぞ」と返されるなど、敵対しながらもどこか友人同士のじゃれあいのように会話していた。
- モデルは『仮面ライダー』に登場する本郷猛の親友であり、ショッカーの怪人・さそり男となった早瀬五郎。

パラサイトグリーン
胞子を蒔く改造人間。名前から考えると、ヤドリギの性質を持つ改造人間。
- モデルは仮面ライダーに登場したショッカー怪人のサラセニアン。

黒貴 優香（くろぬき ゆうか） / 女王蜂女（クイーン・ビー）
ラスプーチンの部下。蜂をモチーフとした改造人間。
黄嶋 冴矢香（きじま さやか） / 働きバチNo.1
黒貫の部下の一人。島本自身が気に入っている女性キャラクターであると週刊少年「」のインタビューで答えている。
蛇塚（へびづか） / コブラ男
ラスプーチンの部下。幾度か竜生と戦い、やがて竜生に対する共感のような念を覚えていく。最後はスカルマン暗殺の命を受けた2人の女ライダーに反抗し、ダブルキックを受け爆死する。
五色 透（ごしき とおる） / カメレオン男
ラスプーチンの部下。カメレオンをモチーフとした改造人間。黒貫に好意を抱いている。
コンドル男
ラスプーチンの部下。コンドルをモチーフとした改造人間。他の改造人間とは一線を画す戦闘能力を与えられており、マリアとの同調によって弱体化していた竜生を追い詰める。ラスプーチンの死後、東京のどこかで飛岡と戦い、バイクでの突撃を受けて爆死。
ヤモリ男、トカゲ男
ラスプーチンの部下。それぞれヤモリとトカゲをモチーフとした量産型改造人間。海底基地でマリアと同調した竜生を襲い、集団で圧倒するが、バッタ男（飛岡）の乱入により全滅させられた。トカゲ男はサイボーグ009に登場するザッタンをモデルにしたと思われる。
女ライダー
2人組で行動する改造人間。飛岡のデータを基に作られた、バッタの改造人間に変身する。変身した姿は顔の部分のみが変身しており、頭髪はそのままになっている（後の『仮面ライダーEVE』の主人公ガイボーグの変身態に近い）。ライダーダブルキックとも取れる技を使用するシーンもみられる。
ラスプーチンの愛人なのか、幾度かベッドシーンが存在する。
ラスプーチン
本作品での敵。改造人間を使い世界征服を目論む。竜生と同じ超能力を持つ。その前身は竜生の両親の助手であり、実は生きていた彼らの部下。飛岡を拉致しバッタ男に改造するが、最期はスカルマンの手で強化改造された飛岡によって倒された。
千里 真悟（ちさと しんご）、千里 ラン（ちさと ラン）
竜生の両親。
桂川 五月（かつらがわ さつき）
一連の事件を追うフリーの女ジャーナリスト。掲載誌の移籍に伴い姿を消す。
飛岡 剛（とびおか たけし） / バッタ男 / 仮面ライダー
一連の事件を担当する刑事。過去の行いから、スカルマンを敵視していた。
その後、ラスプーチンによって拉致され、彼直々にバッタの改造人間にされるが、洗脳を精神力で跳ね除ける。結果的にマリア（と竜生）の窮地を救うがエネルギー切れで倒れ、そのまま基地の崩壊に巻き込まれかけたものの、竜生によって救出される。その後、竜生の手でさらに改造され、仮面ライダー（漫画版ともテレビドラマ版とも付かない本作品オリジナルのデザイン）に変身できるようになった。ラスプーチンを倒したのも竜生ではなく、変身した飛岡だった。
ラスプーチンの死後、各々欲望のままに暴れ回る怪人たちと戦い続けることを選び、怪人たちの「なぜ欲望のままに生きない？」との問いに、「お前たち（悪）と戦い続けてゆくことが俺の最大の欲望だ」と告げた。
- デザインモデルは俳優の藤岡弘、。また刑事・飛岡剛は、島本和彦の別作品『デスパイ』の主人公。

大滝（おおたき）
飛岡の相棒。掲載誌の移籍に伴い姿を消す。
- デザインモデルは、漫画版『仮面ライダー』に登場したFBI捜査官の滝二郎。

#### サブタイトル
1. PROLOGUE
2. MIDNIGHT SPIDER  ミッドナイト・スパイダー
3. THE BATS CHURCH 蝙蝠の棲む教会
4. SKULL IN THE FIRE 炎の中の髑髏
5. INSIDE STRANGER-THE FIRST PART- インサイド・ストレンジャー（前編）
6. INSIDE STRANGER-THE SECOND PART- インサイド・ストレンジャー（中編）
7. INSIDE STRANGER-THE LAST PART- インサイド・ストレンジャー（後編）
8. A LURKING SCORPION IN THE RUINS 焼け跡に潜む蠍
9. DEATH SCORPION デス・スコーピオン
10. SKULL MAN EMERGES スカルマン現る
11. PARASITE GREEN パラサイト・グリーン
12. CLONES LABORATORY 複製人間実験室
13. BURNING NIGHT FOR YOU 燃える夜をあなたに
14. SECRET FILE シークレット・ファイル
15. MIMIC 擬態
16. HONEY BEE ハニー・ビー
17. HOTEL BEEHIVE ホテル・ビーハイブ
18. HUM OF BEE 羽音
19. QUEEN BEE クイーン・ビー
20. KILLER BEE キラー・ビー
21. A WORKER BEE はたらき蜂
22. TASTE OF HONEY 甘き蜜の味
23. THE COBRA MAN COMES ALIVE -PART 1- よみがえるコブラ男
24. THE COBRA MAN COMES ALIVE -PART 2- よみがえるコブラ男PART 2
25. THE COBRA MAN COMES ALIVE -PART 3- よみがえるコブラ男PART 3
26. THE COBRA MAN COMES ALIVE -PART 4- よみがえるコブラ男PART 4
27. THE COBRA MAN COMES ALIVE -PART 5- よみがえるコブラ男PART 5
28. THE COBRA MAN COMES ALIVE -PART 6- よみがえるコブラ男PART 6
29. THE COBRA MAN COMES ALIVE -PART-7- よみがえるコブラ男PART 7
30. THE COBRA MAN COMES ALIVE -LAST PART- よみがえるコブラ男PART 8
31. LA CARNAVAL-PART 1- ラ・カルナバル1
32. LA CARNAVAL-PART 2- ラ・カルナバル2
33. THE QUEEN BEE WOMAN VS THE CHAMELEON MAN 蜂女VSカメレオン男
34. THE SKULL MAN VS THE SCORPION MAN スカルマンVS蠍男
35. THe MISSING MAN 失われた男
36. FOR WHOM? 誰がために
37. THE SKULL MARIA スカル・マリア
38. AWAKENING 覚醒
39. PTEROSAURIAN 翼竜
40. A MAN WHO RISES FROM DARKNESS 闇から立ち上がる男
41. IN HIGH SPIRITS 颯爽
42. UNDERSEAS... 海の底で…
43. THE TIGER MOON タイガー・ムーン
44. RASPUTIN VS TISATO RYUSEI ラスプーチンVS千里竜生
45. DECLARATION OF WAR 宣戦布告
46. THE COBRAMAN VS RIDERWOMEN コブラ男VS女ライダー
47. THE LAST OF THE COBRAMAN 最後
48. MEET AGAIN 再会
49. THE DECISIVE BATTLE 決戦
50. PROLOGUE FOR DAYS OF LONG WAR 長き戦いの日々へのプロローグ

### MEIMU版
下記のコミカライズを参照。

## 実写ドラマ
2007年4月21日26時00分 - 26時30分に、アニメ版の前夜祭的イベントとして単発実写ドラマ『スカルマン〜闇の序章〜』がフジテレビにて放送された。東海テレビではその翌週5月4日27時40分 - 28時10分に放送され、この回のみスポンサー無し。関西テレビ・BSフジでは放送されなかった。
アニメ版のプロモーション用に制作されたスーツが好評だったため企画されたもの。オープニング映像は実写とイラストを組み合わせたものになっている。スカルマンのスーツはプロモーション用のものをほぼそのままの形で使用（マスクのみ視界を確保するため新造）。プロモーション時のモデルの体型に合わせて作られたもので、アクションを想定していなかったため非常に動きにくく、「これを着てもアクションができるスーツアクター」という理由で伊藤慎が起用されたという経緯がある。
本作品では背景をすべてCGで表現しており、アニメチックな世界で実在する役者が演技するという特殊な雰囲気が作り出されている。この演出を実現するためにクロマキー処理を必要とすることから、撮影は全編グリーンバックだけのスタジオで行われた。そのため、俳優陣は実体の無い舞台を頭に浮かべながら演技しなければならず、細川茂樹は雑誌のインタビューでその苦労を語っている。

### 登場人物
高明寺 倫子（こうみょうじ みちこ）
演：鈴木亜美、稲垣鈴夏（幼い頃）
大伴製薬に勤務するオフィスガール。白鈴會の信者であり（ただし、劇中ではこの点について言及されてはいない）、幼少時代に起きた両親の自殺がきっかけで入信したと思われる。職場を同じくする弘志と結婚を間近に控えた幸福の反動か、悪夢にうなされる日々を送っていた。
実は自身も知らないうちにGRO（獣人）へと改造されており、絶命寸前の弘志に白鈴會のペンダントを外された結果、トカゲ型の獣人に変貌。感情の赴くままに白鈴會のエージェントたちを全滅させるも、突如現れたスカルマンによって激闘の末に倒されてしまう。そして彼女の死ぬ間際、その眼前には微笑みかける弘志の幻があった。
小角 弘志（こずみ ひろし）
演：細川茂樹
大伴製薬の研究員。婚約者である倫子に、ある提案を持ち出す。
実はとある組織と接触しており、組織にガ號計画の計画書とGROである倫子を売り込もうと画策。倫子と共に計画書を強奪するが、以前からその行動をマークしていた白鈴會のエージェントたちに追い詰められてしまう。そして苦渋の末に降伏するも、背後から何者かの狙撃を受け致命傷を負い、倫子のペンダントを引きちぎり息絶えてしまった。
スカルマン
スーツアクター：伊藤慎
倫子の悪夢に出現する、髑髏を模した仮面の者。その正体は完全なる謎に包まれている。
※以下、劇中での役名表記無し。
白鈴會エージェント隊長
演：平賀雅臣
その他
浅里昌吾
稲垣鈴夏
吉野真希
川名求己
中野賢一朗
江澤大樹
南辻史人
徳永淳
堤匡孝
青木一
オフィスガール
声：川澄綾子
アナウンサー
演：松尾翠（フジテレビアナウンサー）

### スタッフ
- 原作 - 石ノ森章太郎
- 脚本 - 酒井雅秋
- 音楽 - 鷺巣詩郎
- オープニングテーマ - TOKIO「ひかりのまち」
- 挿入曲 - Chocolove from AKB48「明日は明日の君が生まれる」
- アクション監督 - 横山誠
- 特殊造形 - 品田冬樹
- スカルマンデザイン - 出渕裕
- スカルマンコスチューム制作 - 竹田団吾
- 制作協力 - スカルマン製作委員会（ジェネオンエンタテインメント、フジテレビジョン、ボンズ、東洋化成、石森プロ）
- プロデュース - 伊藤幸弘
- プロデューサー - 木村達昭
- 演出 - 冨士川祐輔
- 制作・著作 - フジテレビ

DVDでは「ひかりのまち」「明日は明日の君が生まれる」は使われず、オープニングは鷺巣詩郎の曲に差し替えられている。

## テレビアニメ
2007年4月28日 - 7月21日の3か月間、フジテレビ系各局にて放送された（詳細は別項参照）。全13話。地上デジタル放送では16:9フルサイズ放映。話数は「第○夜」と表記される。
原作の内容を思わせる情報の断片も語られているが、ストーリーは原作とも島本版とも異なる独自のもの。スカルマンは原作版のデザインを出渕裕がリファインし、大幅に変更。顔全体を骸骨のようなフェイスマスクで覆い（マスクは実写映画の『仮面ライダー THE FIRST』のホッパーのイメージに近い）、コスチュームもダークなイメージを強調したものとなっている（原作版スカルマンの特徴でもある、口部が露出したライダーマンのようなテイストは若干残している）。
登場人物はスカルマン以外の石ノ森作品からの流用が多い。

### ストーリー（テレビアニメ）
舞台は、第二次世界大戦以降現実世界とは異なる歴史をたどり、軍隊も存在する架空の日本（時代は不明ながら、現実の昭和40年代に近い雰囲気を持つ）。
とある地方に位置する巨大な企業城下都市・大伴（おおとも）市で、官僚・政治家・女優らが突然不慮の死を遂げる事態が立て続けに発生。当局が事故と発表したにもかかわらず、人々は現場で目撃されたドクロの仮面をかぶった怪人・“骸骨男”の仕業だと噂していた。
この噂と事件にスクープのニオイを嗅ぎつけたトップ屋・御子神隼人は、生まれ故郷でもある大伴市に7年ぶりに足を踏み入れる。
かつては“神楽”という名の山村に過ぎなかったが、ある時に国家的大企業・大伴グループが進出。その拠点としてからは過去を消し去るかのように大規模に開発され、今や“影の首都”とまで呼ばれるほどの発展と事実上の治外法権まで獲得するに至ったこの街で、隼人は出合った直後、ひょんなことから無理矢理彼の“相棒”となった見知らぬ少女・間宮霧子と事件を追っていく。
果たして大伴市を襲う事件の真相とは? そして“骸骨男 － スカルマン －”とは一体何者なのか?

### 登場人物（テレビアニメ）
原作『スカルマン』と表記しているものは、石ノ森章太郎版スカルマンを指している。

#### 骸骨男
スカルマン
声 - 土田大
ドクロの仮面をかぶった怪人。獣人(GRO)に変身する人々を殺害し、その存在は大伴市の都市伝説として噂されている。上着の袖の装飾は変形させて「ブラスナックル」として使用可能。また、袖の内側に伸縮式の槍「スカルスピア」、襟の裏に「スカルナイフ」を隠し持っている。スカルスピアの穂先は「スカルニードル」としても使用が可能。移動には大型バイク「スカルマシン」を使用する。
その正体は神崎芳生であったが、後にスカルマンのマスクが御子神隼人に受け継がれる。隼人が変身したスカルマンはコートが無くライダースーツのみの服装となっており、チャップスの隙間に収納しているスカルニードルを拳に挟んで使用する。
偽スカルマン
第三夜より登場。マフラーを着用していない点以外は本物とほとんど同じ姿だが、行動が異なるため、隼人たちを混乱させることになった。
下記の鬼塚結衣らGROに変身しない人々を殺害していた。その正体は、反体制グループのメンバーだった神晃一。軍に追われていた自分を助けてくれた白鈴會への恩義から、黒潮の命令を受けて邪魔者を消していた。銃器を使うのが本物との大きな違い。
なお、移動には大型バイクを使用していたが、本物のスカルマンが使用しているスカルマシンと異なる車種を使っている。

#### 骸骨男を追う者
御子神 隼人
声 - 保村真
大伴市出身のフリージャーナリスト。父は豪蔵の部下だった御子神駿。
実は御子神家の養子であり、養子になる以前の記憶が無かったが、彼こそが神楽辰之の息子・神楽辰男だった。後に神崎芳生から真実を聞かされ、スカルマンのマスクを受け継ぎ、2代目スカルマンとして戦うことになる。最終夜で真耶の力で新人類となった正樹を壮絶な死闘の末に倒し、全てをやり遂げて死ぬが、後にその肉体は黒き幻影の科学陣によって蘇生・改造手術を施され、組織の首領の依代とされてしまう。
- 「御子神隼人」の名前のモデルは『空飛ぶゆうれい船』の主人公である滝隼人。キャラクターや「神楽辰男」名前のモデルは原作『スカルマン』の主人公である神楽達男。また、「戦友から仮面を引き継ぎ、使命と記憶を共有する」ことや、ジャーナリストを生業としている点は、原作『仮面ライダー』の一文字隼人と共通する。

間宮 霧子
声 - 川澄綾子
キャパを夢見ているカメラマン。自称20歳だが、本当は未成年である。偽造した許可証で大伴市に潜入した。その際に出会った隼人につきまとい、無理矢理相棒になるが、その後は少しずつ片想いの行為を寄せていたようで、最終夜エピローグにて隼人との間に出来た赤ん坊を抱いていた（父親が隼人であることは、DVD版第十夜にて判明）。
実は反体制グループに属しており、行方不明になったメンバーを捜すため、大伴市に潜入した。

#### 大伴コンツェルン
黒潮 豪蔵
声 - 阪脩
大伴コンツェルンの会長。隼人の養父御子神駿はかつての部下であり、個人的な付き合いもあったため、隼人に色々と便宜を図る。また、隼人も「おじさん」と彼を慕っていた。
実は黒幕の一人。偽スカルマンに邪魔者を始末させていた。自分の罪業の深さも自覚しており、最後は隼人のスカルマンと協力し新人類となった正樹に立ち向かうが、体が暴走した正樹に殺される。
また、神楽真耶を引き取り、黒潮真耶として育てていたが、その愛情に偽りは無かった。
- モデルは『空飛ぶゆうれい船』に登場する黒潮会長。

神代 正樹
声 - 森川智之
豪蔵の秘書。コンツェルンの渉外部長を担当する優秀なテクノクラートである。
実は豪蔵の隠し子。表面上は黒潮に随っていたが、次第に軍部と接触するなどの独自の行動を始める。最終夜で真耶の力で新人類となり、圧倒的な戦闘能力を見せるが、実は新人類はスカルマンのマスクが無ければ、力が制御できないため、代謝機能が暴走を起こし、怪物化してしまう。暴走後は正気を失い豪蔵を手にかけ、圧倒的な力で暴れるが隼人が変身した2代目スカルマンに敗れ去った。
宇佐神 明
声 - 吉野裕行
大伴生化学研究所の研究員。謎めいた行動を取り、隼人に接触する。
「神の声」と呼ばれる、特殊な音を録音した、テープを解析していた。また、その解析データをダシに正樹と黒潮の組織に参加するための取引をしていたが、偽スカルマンに殺された。

#### 大伴警察
新條 剛
声 - 関智一
大伴警察の刑事。いつもスカルマンや偽スカルマンの事件現場に出くわす隼人を怪しみ、つけ回す。
第十二夜で、02の攻撃から神崎の孤児院の子供たちを霧子と共に救い出し、GROに改造されていない市民を連れて大伴市から脱出する。第十二夜、第十三夜で後述のサークスやGROとの遭遇や真行寺 麗奈に助けられ、彼女もGROであることを知るが、受け入れ、意図せず言った一言が彼女に生きる気力を与えた。
全てが終わった後、真行寺麗奈と共に東京で立木の探偵事務所に入社する。
- モデルは『ロボット刑事』に登場する新條強。

埴輪 儀助
声 - 辻親八
大伴市の警察署長。
実は黒幕の一味。黒潮の命令で神楽辰之暗殺なども行っているが、黒潮曰く「いつもやりすぎる」と、黒潮は彼のやり方に呆れていた。人気女優の鬼塚結衣を愛人にしていた。元・憲兵大尉で、当時は戦場での略奪や物資の横領、賄賂などの悪行の限りを尽くし、告発しようとした、立木恭一郎（左門寺恭一郎）を逆賊の汚名を掛けて最前線に送り出し、それだけでは飽き足らず、彼の家族も収容所送りにして殺した過去を持つ。第十二夜の軍のクーデターで警察署が攻撃された際には黒潮に助けを求めるが、見捨てられ、金を奪って高飛びしようとするが警察署に潜入した立木に射殺された。
- モデルは『空飛ぶゆうれい船』に登場する埴輪国防長官。

#### その他
立木 恭一郎
声 - 堀勝之祐
自称私立探偵。色々と知っているような口ぶりで、隼人に助言したり、救ったりすることもある。
本名は左門寺恭一郎。その正体は政府の諜報機関により大伴市へ送り込まれた諜報員である。また、軍の元・中尉。表向きの職業は原作同様に探偵であり、事件が幕を閉じた後東京に移り住んだ新條剛と真行寺麗奈が彼の探偵事務所に入社した。
埴輪儀助によって家族を失った過去を持ち、その復讐を企み、軍のクーデターの混乱に乗じ、警察署に潜入。埴輪を殺害する。事件が幕を閉じた後にBGに改造された隼人＝BG総帥によって殺害される。
- キャラクターや「立木恭一郎」名前のモデルは原作『スカルマン』の立木興信所の所長である立木。
- 本編ではどのような任務を行っていたかは語られていなかったが、公式ホームページで掲載されているアニメの番外編「立木レポート」で、その任務内容やアニメでは語られていなかった大伴市の深い闇を記載されている。

神崎 芳生
声 - 加藤将之
隼人の幼なじみの神父。教会内の孤児院の出身で、現在はそこの院長を務めている。南亜戦争で従軍神父をしていた過去がある。
スカルマンの正体。前の神父の手紙で真実を知り、従軍中に見た地獄のような光景から信仰心を失いかけていたが、真耶と出会い信仰心を取り戻し、彼女のためにスカルマンとなることを決心する。後に御子神隼人に真実を伝える。サークスとの戦いで重傷を負い、最期はサークスの放った砲撃で瓦礫の下敷きとなり、二代目スカルマンとなった隼人に看取られながら死亡する。
黒潮 真耶
声 - 折笠富美子
豪蔵の娘。神崎の孤児院によく顔を出す。
母親同様、大伴市に本拠がある宗教組織・白鈴會に関わっている。実は神楽家の人間であり、御子神駿の養子になった隼人(神楽辰男)の妹。神崎と愛を育んでいたが、正樹の野望の犠牲となり回復不能の体となってしまう。助けに来たスカルマン＝隼人を兄と直感して止めを刺してもらい息絶える。
- キャラクターや「黒潮真耶」名前のモデルは原作『スカルマン』の千里虎月の孫娘である麻耶。
- 真耶が新人類を覚醒させるための母体となるシーンは、『キカイダー01 THE ANIMATION』で、アーマゲドン・ゴッドの心臓部を司るアキラの覚醒シーンと酷似した描写（「恐怖による覚醒」「コアとなる人物の目を通し、親しい人物の危機が目撃される」など）がある。

真行寺 麗奈
声 - 根谷美智子
バイクに乗って登場することが多い、謎の美女。徹郎の姉。過去に神崎神父同様、南亜紛争で従軍していた過去を持つ。
石ノ森版のガロ同様、スカルマンの部下でGROに変身する。南亜戦争に投入する目的でGROに改造されたが制御出来ない（されない）特殊な個体であったため、戦場で神崎と出会った後に戦線を離脱し、行方不明であった。それ以降、計画を遂行する者たちからロストナンバーと呼ばれる。
終盤に神崎を愛していたと思わせる発言をする。事件が終わった後、新條剛とともに、立木の探偵事務所に入社する。
真行寺 徹郎
声 - 田坂秀樹
謎の男。無口で、人並み外れた腕力がある。麗奈の弟。
石ノ森版のガロ同様、スカルマンの部下でGROに変身するロストナンバー。姉同様GROに改造され、南亜戦争の戦場で神崎と出会った。第十夜にてBGのサイボーグ部隊・サークスとの戦いで死亡。
神 晃一
声 - 松田賢二
白鈴會の信者。
霧子が探していた反体制運動のメンバー。霧子に写真や格闘技を教えた人物でもある。現在は黒潮たち一派の下で偽スカルマンとして、彼らの邪魔者を始末していた。第七夜で失敗作のGROと戦うが敗北。本物のスカルマンに助けられるが、白鈴會のエージェントによって射殺される。
鬼塚 結衣
声 - 大原さやか
人気女優。
実は埴輪の愛人。偽スカルマンに射殺された。
烏丸 小夜子
声 - かかずゆみ
鬼塚結衣の付き人。神崎と同じ孤児院出身。隼人も彼女を知っているらしく、「小夜ちゃん」と呼んでいた。
実は鳥形のGROに改造されていた。結衣を守るために変身し、スカルマンに殺される。その後、彼女が命懸けで守ろうとした結衣は皮肉にも偽スカルマンに殺された。
如月 奈美
声 - 井上喜久子
隼人の年上の幼馴染で、食堂のおばちゃんの姪。大伴市から離れていたが、スカルマンの騒動のさなかに帰省してきた。新條に一目惚れされ、猛アタックされていたが、内心では中学生時代からの隼人への想いを持ち続けていた。結婚して子供もいたが、夫は彼女を子供を生むだけの存在としか見ず、子供も七五三を迎えたころに亡くしてしまった。
傷心を癒すために白鈴會に入信するも、ガ號計画の実験体にされてしまい、夜な夜な亡き子への未練を引きずりながら徘徊と暴走を繰り返すようになって、大伴警察の警官数名を殺害している。
隼人に暴走の現場を見られた夜に、スカルマンと彼の配下たちと戦い、胸を槍で突かれながら大伴警察にも追われてデパートの館内に逃げ込む。そこでスカルマンに頭部を貫かれて死んだ。
死の前夜、隼人に対して救いを求める手紙をおばに預けていたが、その手紙は新條の手に渡った。

#### BRAINGEAR（ブレイン・ギア）
大規模な多国籍企業。「黒き幻影」と呼ばれる秘密結社の表向きの名称と考えられる（黒き幻影が結社名であるという公式の設定は無い）。サイボーグで構成された特殊部隊であるSIRKS(サークス)やレーザー兵器を搭載した多脚型（蟹を模した）歩行兵器を運用している。
- モデルは『サイボーグ009』に登場する黒い幽霊団（ブラック・ゴースト）。英訳すると頭文字がブレイン・ギアと同じBGとなり、黒き幻影も直訳するとBLACK GHOSTとなり、後述のように『009』へと続くような設定が描かれている。アニメ版のキャストは、そのほとんどが2001年放送のサイボーグ009テレビシリーズ第3作でモデルとなったキャラクターに割り当てられていたキャストがほぼそのまま割り当てられている。

アルカード・ヴァン・ヴォグート
声 - 石塚運昇
第七夜から登場した謎の人物。その正体はブレイン・ギアと呼ばれる複合企業の幹部。肩書きは極東総支配人。
もうひとつの正体は黒き幻影と呼ばれる秘密結社のメンバー。影の声と呼ばれる存在の命令でスカルマンを狙っている。実は彼自身もサークス同様にサイボーグ（加速装置を思わせる、特殊能力を使いクーデター軍首脳陣を鎮圧している）。後述のサークスを改造したガモ博士との会話から、彼自身、戦争に出ていたのか戦場を良く知っている。
- モデルは『サイボーグ009』に登場するブラック・ゴーストの最高幹部の一人（また三友工学の社長）であるバン・ボグートである。

ヘレン
声 - 雪乃五月
第七夜から登場したヴォグートの秘書を務める謎の女性。
その正体はヴォグートと同じく「黒き幻影」と呼ばれる秘密結社のメンバー。
- モデルは『サイボーグ009』に登場するプワ＝ワーク人女性であるヘレン。声は主人公の一人である003を演じた雪乃五月が担当している。

01
声 - 森久保祥太郎
第十夜から登場したブレイン・ギアの私設部隊SIKKS（サークス）に所属する接近戦仕様のサイボーグ兵士。サークスの事実上のリーダー。彼らサークスは全員ピエロを模したマスクを被っている。02〜05をまとめ、ヴォグートに連絡する一方、戦場を楽しんでいるような描写がある。
戦闘では主にナイフや電磁棒を使用する。スカルマンとは一騎討ちで互角の戦いを繰り広げた。最期は隼人が変身したスカルマンに倒される。なお、ヴォグートと彼らサークスを改造した科学者の会話から、サークスのメンバーは戦場から日常へ戻ることの出来なかった、元兵士たちが改造された姿であることが解る。
- モデルは『サイボーグ009』に登場する主人公の一人である002。

02
声 - 茶風林
サークスに所属する索敵能力に特化したサイボーグ兵士。
戦闘では主に専用の火炎放射器を使用する。
改造前から、戦場で命乞いをする人間を火炎放射器で虐殺することを趣味としていた異常者。最期は隼人が変身したスカルマンによって、自身が焼き殺される。第十夜冒頭で素顔を見せている。
- モデルは『サイボーグ009』に登場する主人公の一人である006。

03
声 - 岩田光央
サークスに所属する水中戦仕様のサイボーグ兵士。
戦闘では主に専用の水中銃を使用する。第十夜冒頭で素顔を見せているが、黒人男性であった008と異なり白人男性として描かれている。
- モデルは『サイボーグ009』に登場する主人公の一人である008。

04
声 - 飛田展男
サークスに所属する砲戦仕様のサイボーグ兵士。
戦闘では専用の特殊車両から味方の後方支援などを行う。改造される以前の記憶が曖昧であり、自分の本名さえ思い出せず、錯乱状態に陥ることがある。スカルマンが「本名」として彼に教えた名前は「ジャック・グッドマン」。なお、この時のスカルマンは神崎が変身しており、南亜戦争での知り合いだったことを思わせる描写がある。
- モデルは『サイボーグ009』に登場する主人公の一人である004。

05
声 - 大塚明夫
サークスに所属する格闘戦仕様のサイボーグ兵士。
戦闘では一切の武器類を使用せず、その驚異的な身体能力を駆使する。徹郎の変身を見て「ハッタリだけはハリウッドばり」と評した。第十夜冒頭で素顔を見せたが、暗い列車内ではあるものの肌の色が黒いため、有色人種ではあることはわかったが、005同様にネイティブ・アメリカンであるかまでは不明。
- モデルは『サイボーグ009』に登場する主人公の一人である005。

ガモ博士
声 - 加藤精三
サークスの01〜05を造った博士。サークスならばすぐにスカルマンを捕らえられると楽観視していたが、ヴォグードからは「戦場を知らぬ者の言葉」と返される。サークスが全滅した際、非常な落胆を見せ、ヴォグードの非情な言葉に激高したが、「黒き幻影のため」と一応は納得した。御子神を改造する判断を下したのも彼である。
- モデルは『サイボーグ009』に登場するイワン・ウィスキー（001）の父親にして、彼に改造手術を施した、ガモ・ウィスキー。

BG総帥
声 - 若本規夫
最終夜に登場。
神代正樹との決戦の後に死亡した御子神隼人（スカルマン）を黒き幻影が改造した姿。歩く際に機械音がする。字幕放送では、名前が「スカール」となっている。
- モデルは『サイボーグ009』に登場するブラック・ゴーストの最高幹部の一人であり表向きの首領だったスカール。

指令の声
声 - 家弓家正
電話を使用してヴォグートに指令を伝える正体不明の謎の人物。

### 用語
大伴市
大企業・大伴グループによって実質的に支配されている地方都市。終戦後の日本経済を立て直したことから影の首都とも呼ばれている。市民でないものは国民証が無ければ入ることができず、深夜0時以降の外出も許可書が必要になる。
骸骨男
劇中でのスカルマンの名称。
GROの技術が発見された神楽遺跡から出土した「頭部体」と共呼ばれる「スカルマスク」を被ることにより超人的な身体能力を得られるが、それを装着する肉体は普通の人間のものであるため、負傷し易さや傷の回復速度は常人と変わらない。また、装着者の肉体への負担が大きく、使い続ければ装着者の命を脅かす危険性がある。なお、マスクの口元が閉じることでより強大な力を出すことができるが、その分、普段のマスク装着時以上の大きな反動が装着者を襲う
マスクを通じて知識や以前の装着者の記憶がフィードバックされ、二代目スカルマンとなった隼人には神崎の記憶らしきものがフラッシュバックし、戦闘の素人でありながら、人知を超えた異形の存在たちや人間離れした戦闘のプロフェッショナルたちと互角以上に亘り合った。
なお、本来は新人類の力を制御するための物だったことが、二代目スカルマンとなった隼人の口から明かされる。
GRO
大伴コンツェルンとブレイン・ギア社が共同で進めている「ガ號計画」によって生まれた獣人。大伴側では計画の名前をとって主に「ガ號」と呼んでいる。
終戦直後に神楽村で発掘された遺跡から発見された遺物を元に開発された生体兵器。原作では超人的な頭脳を持つ新人類が確立したオーバーテクノロジーにより誕生したガロと呼ばれる人工生命体だったが、本作品では神楽遺跡から発見されたロストテクノロジーにより人間を改造して誕生する改造人間として描かれている。変身は白鈴會から渡されるペンダントの羽の部分を外し、鈴を鳴らすことで変身するが、ロストナンバーに限り、ペンダント無しで自由に変身ができる。
白鈴會
新興宗教。表面的には街の清掃活動などのボランティアを行っているが、実は神楽遺跡から出土したロストテクノロジーの研究を行うための組織。神楽辰之が基礎を築き、神楽辰之暗殺後に黒潮一派が「ガ號計画」を進めるための隠れ蓑としていた。末端の信者はこの事実を知らず、知らないうちにGROに改造されていた。
南亜戦争
東南アジアで勃発した戦争。現実におけるベトナム戦争を思わせる戦争。　　
U.U
ユーラシア・ユニオン(Urasia Union)の略称。作品世界での西側諸国におけるソビエト社会主義共和国連邦の別称、もしくはそれが発展した架空の国家だと考えられる。
津軽紛争
敗戦後に津軽海峡を境界に南北に分割された日本人民共和国と大日本共和国の間で起こった紛争。すでに2度勃発している。
新人類
白鈴會の最終目的であり、ガ號計画の最終段階。有翼体と融合した黒潮真耶を母体として生み出される異形の存在。
新人類は力を完璧に制御するにはスカルマンのマスクを有翼体に被せる必要があり、マスク無しでは力が暴走してしまうことが第十三夜で判明する。
原作やその続編である島本版での新人類は超能力や超人的な頭脳と身体能力を持っているだけで、姿や出生は普通の人間と同じだが、本作品では真耶を接続した特殊なカプセルに人間が入ることで誕生する、改造人間かつ異形の怪物然とした姿をしている。

### スタッフ（テレビアニメ）
- 原作 - 石ノ森章太郎（メディアファクトリー刊）
- 監督 - もりたけし
- シリーズ構成・スカルマン&GROデザイン - 出渕裕
- キャラクターデザイン・総作画監督 - 柴田淳
- メカニックデザイン - 佐山善則
- セットデザイン - 菊地正典
- コンセプチュアルアート - 草彅琢仁
- グラフィックデザイン - 草野剛
- デザイン統括 - 武半慎吾
- 美術監督 - 近藤由美子
- 色彩設計 - 中尾総子
- 特技監督 - 村木靖
- 撮影監督 - 福士享、木村俊也
- 編集 - 重村建吾
- 音響監督 - 鶴岡陽太
- 音楽 - 鷺巣詩郎
- プロデューサー - 山本幸治、森遊机、吉田雅尋、渡辺マコト、小山仁一郎
- アニメーション制作 - ボンズ
- 制作 - スカルマン製作委員会（ジェネオンエンタテインメント、フジテレビジョン、ボンズ、東洋化成、石森プロ）

### 主題歌
レーベルは共にユニバーサルJ。
オープニングテーマ「ひかりのまち」
歌 - TOKIO / 作詞・作曲 - 甲斐よしひろ / 編曲 - 西村智彦
エンディングテーマ「明日は明日の君が生まれる」
歌 - Chocolove from AKB48 / 作詞 - 秋元康 / 作曲 - 藤末樹 / 編曲 - 齋藤真也

### 各話リスト
| 話数     | サブタイトル                       | 脚本     | 絵コンテ   | 演出         | 作画監督                          | 放送日        |
| -------- | ---------------------------------- | -------- | ---------- | ------------ | --------------------------------- | ------------- |
| 第一夜   | 仮面が踊る街                       | 出渕裕   | もりたけし | 寺東克己     | 柴田淳                            | 2007年4月28日 |
| 第二夜   | 過去から来た男                     | 水上清資 | もりたけし | 室谷靖       | 藤澤俊幸                          | 2007年5月5日  |
| 第三夜   | 深紅の雨は午後に降る               | 大野木寛 | 加藤敏幸   | 山田弘和     | 中屋了、田中織枝 米澤優           | 2007年5月12日 |
| 第四夜   | 散歩する幽霊                       | 大野木寛 | 高柳滋仁   | うえだしげる | 新号靖、光田史亮 名倉靖           | 2007年5月19日 |
| 第五夜   | 偽りの死角                         | 水上清資 | もりたけし | 室谷靖       | 藤澤俊幸                          | 2007年5月26日 |
| 第六夜   | 死神たちの宴                       | 出渕裕   | 寺東克己   | 寺東克己     | 柴田淳                            | 2007年6月2日  |
| 第七夜   | 人獣使い師                         | 水上清資 | 南康宏     | 南康宏       | 光田史亮                          | 2007年6月9日  |
| 第八夜   | 月光に乙女はささやく               | 大野木寛 | もりたけし | 横山淳一     | 高梨光、箕輪悟 佐藤哲也、渡辺伸弘 | 2007年6月16日 |
| 第九夜   | 穢れしものに祝福を                 | 出渕裕   | 仁賀緑朗   | 山田弘和     | 藤澤俊幸                          | 2007年6月23日 |
| 第十夜   | サーカスは真夜中に嗤う             | 武半慎吾 | もりたけし | 中川聡       | 飯野利明                          | 2007年6月30日 |
| 第十一夜 | 闇よ、我が手を取りたまえ           | 大野木寛 | もりたけし | 大西景介     | 山田正樹                          | 2007年7月7日  |
| 第十二夜 | 血の聖夜                           | 水上清資 | 寺東克己   | 寺東克己     | 光田史亮 藤澤俊幸                 | 2007年7月14日 |
| 第十三夜 | 黒い寓話〜愛しきものは全て去りゆく | 出渕裕   | もりたけし | 室谷靖       | 柴田淳                            | 2007年7月21日 |

### 放送局
| 放送地域   | 放送局       | 放送期間                       | 放送日時                        | 放送系列       | 考備考                                         |
| ---------- | ------------ | ------------------------------ | ------------------------------- | -------------- | ---------------------------------------------- |
| 関東広域圏 | フジテレビ   | 2007年4月28日 - 7月21日        | 土曜 25:45 - 26:15              | フジテレビ系列 | 「DO!深夜」枠内での放送                        |
| 中京広域圏 | 東海テレビ   | 2007年5月11日 - 8月10日        | 金曜 27:40 - 28:10              | フジテレビ系列 |                                                |
| 近畿広域圏 | 関西テレビ   | 2007年7月3日 - 9月25日         | 火曜 26:53 - 27:23              | フジテレビ系列 |                                                |
| 日本全域   | BSフジ       | 2007年7月23日 - 10月15日       | 月曜 24:30 - 24:55 （CM枠短縮） | BS放送         | 当初の開始予定日は5月28日 （諸事情により延期） |
| 日本全域   | アニマックス | 2009年10月19日 - 2010年1月18日 | 月曜 22:00 - 22:30              | CS放送         | LEVEL22枠 リピートあり                         |

### DVD
2007年7月25日より発売開始。全7巻、各巻2話収録（第1巻のみ1話収録）。
放送時とは以下のような違いがある。
- オープニング映像が一部差し替えられる
- エンディング映像のモノクロだった部分がカラー化される
- 次回予告に、放送時には無かったナレーションが被せられる
- 次回予告の映像からスカルマンの姿が無くなり、サブタイトルのみが表示される

| フジテレビ土曜深夜アニメ枠(土曜25:45枠)/ BSフジ 月曜24:30枠 | フジテレビ土曜深夜アニメ枠(土曜25:45枠)/ BSフジ 月曜24:30枠 | フジテレビ土曜深夜アニメ枠(土曜25:45枠)/ BSフジ 月曜24:30枠 |
| 前番組                                                      | 番組名                                                      | 次番組                                                      |
| ----------------------------------------------------------- | ----------------------------------------------------------- | ----------------------------------------------------------- |
| 月面兎兵器ミーナ                                            | スカルマン THE SKULL MAN                                    | しおんの王 （2007年7月 - 9月の間アニメ枠休止）              |

### コミカライズ
上記のテレビアニメ版をMEIMUがコミカライズしたもの。2007年5月2日から10月24日まで、月刊マガジンZプロデュース作品としてYahoo!コミックにて配信された。

## リメイク案
石ノ森は本作品に愛着があったとされ、生前にもリメイク案を度々描いている。
スカル面
1980年代に検討されていたとされる未映像化企画。
プロレスラースカルマン
プロレスをモチーフとした企画。石ノ森により技の図解も描かれている。デザイン画には「1985.10」と記載されている。
妖次元ハンター（怪次元ポリス）スカルマン
未映像化企画。デザインは骨をプロテクター状に処理している。